# Završje (Szibin)
Završje falu Horvátországban, Bród-Szávamente megyében. Közigazgatásilag Szibinhez tartozik.

## Fekvése
Bródtól 7 km-re nyugatra, Pozsegától légvonalban 24, közúton 33 km-re délkeletre, községközpontjától 1 km-re északkeletre, Szlavónia középső részén, a Dilj-hegység déli nyúlványai és a Szávamenti-síkság találkozásánál, a Bródról Újgradiskára menő úttól északra, a Završki-patak partján fekszik.

## Története
A település felett a római korban őrtorony állt, ahonnan az itt haladó kereskedelmi utat tartották ellenőrzés alatt. A középkorban területe a templomosok borostyáni uradalmához tartozott, melynek birtokközpontja Borostyán (Briščana na Petnji) erődített kolostora volt, melyet történészek a mai Szibin község területére, Završje fölé tesznek. Első írásos említése 1280-ban történt. A vár elnyújtott alaprajzú volt, mely a 13. és 14. századi várakra jellemző és hármas sáncgyűrű vette körül. A település felett van is egy „Gradina” nevű középkori régészeti lelőhely, mely vár maradványait rejti és amely azonos lehet a középkori Borostyánnal. Završje első írásos említése a török uralom idején 1545-ben történt. Az 1698-as kamarai összeírásban nem szerepel és a továbbiakban is Szibin részét képezte. Lakosságát csak a 19. század végétől számlálták meg önállóan.
A településnek 1890-ben 199, 1921-ben 195 lakosa volt. Pozsega vármegye Bródi járásának része volt. Az első világháború után 1918-ban az új szerb-horvát-szlovén állam, majd később (1929-ben) Jugoszlávia része lett. A település 1991-től a független Horvátországhoz tartozik. 1991-ben lakosságának 93%-a horvát, 3-3%-a szerb és jugoszláv nemzetiségű volt. 2011-ben a településnek 362 lakosa volt.

## Lakossága
| Lakosság változása | Lakosság változása | Lakosság változása | Lakosság változása | Lakosság változása | Lakosság változása | Lakosság változása | Lakosság változása | Lakosság változása | Lakosság változása | Lakosság változása | Lakosság változása | Lakosság változása | Lakosság változása | Lakosság változása | Lakosság változása | Lakosság változása |
| ------------------ | ------------------ | ------------------ | ------------------ | ------------------ | ------------------ | ------------------ | ------------------ | ------------------ | ------------------ | ------------------ | ------------------ | ------------------ | ------------------ | ------------------ | ------------------ | ------------------ |
| 1857               | 1869               | 1880               | 1890               | 1900               | 1910               | 1921               | 1931               | 1948               | 1953               | 1961               | 1971               | 1981               | 1991               | 2001               | 2011               | 2021               |
| 0                  | 0                  | 0                  | 199                | 216                | 0                  | 195                | 0                  | 322                | 310                | 324                | 336                | 345                | 348                | 379                | 362                | 271                |

(1857 és 1880, valamint 1910 és 1931 között lakosságát Szibinhez számították.)

## Nevezetességei
„Gradina” középkori régészeti lelőhely vár maradványaival. Dénes József a lelőhelyet Petnye várával azonosítja. A várat 1282-től említik, amikor a Rátót nembeli Loránd nádor fiai eladják a Zsadány nembeli Ivánka fia Benedeknek. Azóta utódai a Velikeiek birtokolták.